# Ustou
Ustou är en kommun i departementet Ariège i regionen Occitanien i södra Frankrike. Kommunen ligger  i kantonen Oust som ligger i arrondissementet Saint-Girons. År 2022 hade Ustou 259 invånare.

## Befolkningsutveckling
Antalet invånare i kommunen Ustou
Referens: INSEE